# Сасирети (Каспский муниципалитет)
Сасирети (груз. სასირეთი) — село в Грузии, на территории Каспского муниципалитета края (мхаре) Шида-Картли.

## География
Село находится в центральной части Грузии, на левом берегу реки Тедзами (правый приток Куры), на расстоянии приблизительно 8 километров (по прямой) к западу от города Каспи, административного центра муниципалитета. Абсолютная высота — 576 метров над уровнем моря.

## История
В 1042 году на болотах, расположенных вблизи села, произошла битва между царём Грузии Багратом IV и правителем Клдекари Липаритом IV.

## Население
По результатам официальной переписи населения 2014 года, в Сасирети проживало 494 человека (248 мужчин и 246 женщин). В национальной структуре населения грузины составляли 100 %.
| Год  | Население, человек |
| ---- | ------------------ |
| 2002 | 619                |
| 2014 | ↘ 494              |